# Підніміть нас туди, де страждання не зможуть досягти (Зоряний шлях)
Підніміть нас туди, де страждання не зможуть досягти (Lift Us Where Suffering Cannot Reach) — шоста серія першого сезону американського телевізійного серіалу «Зоряний шлях: Дивні нові світи». Сценарій епізоду написали Білл Волкофф та Робін Вассерман; режисер Енді Армаганян. Перший показ відбувся 9 червня 2022 року.

## Зміст
На шляху до планети Маджаліс з картографічним завданням «Ентерпрайз» отримує сигнал лиха від човника, якого атакує військовий корабель. Капітан Пайк згадує про те, як ледь не загинув там 10 років тому, і вважає, що їх поточна картографічна місія буде менш насиченою. Курсантка Ухура перебуває на навчанні під опікою Ла'ан Нуньєн-Сінгх. Після сигналу лиха від шатла, який піддається атаці, Ухура запускає фазери корабля і збиває кривдника. «Ентерпрайз» знищує військовий корабель, і на борт транспортується персонал човника — хлопчик «Перший Слуга»; його батько і лікар Гамаль й Алора, лідерка на Маджалісі, яка є давньою знайомою Пайка. Пайк погоджується повернути їх на Маджаліс.
Коли пасажирів шатла приймають на борт, Пайк приємно здивований, дізнавшись, що один із них — міністр Алора, яку він врятував під час свого попереднього візиту. Також присутні старійшина Гамаль і його біологічний син, якому потрібно відвідати лікарню. Незадовго до прибуття гостей доктор М'Бенга знову читає своїй дочці Рукії в один із рідкісних моментів, коли вони можуть бути самі, а вона перебуває за межами буфера екстреної медичної допомоги. Лікар явно відчуває, як час тікає, і він продовжує шукати ліки від хвороби дочки.
У лікарні М'Бенга та медсестра Чапель були приголомшені, дізнавшись, що Перший Слуга має квантові біоімплантати, які автоматично відновлюють його травми, технологія, набагато прогресивніша за медичну науку Федерації. Почувши, що хлопик не хворий, М'Бенга починає сподіватися, що це може бути потрібним проривом для його доньки. Що стосується Першого Слуги, то він демонструє високий інтелект й інтерес до гаджетів медичного закладу. Спок знаходить цікаву техніку, яку Алора не впізнає, хоча помічає в уламках монету, передану охоронцям, призначеним захищати Першого Слугу. Побоюючись, що нападники проникли в лави охоронців, Алора приводить хлопчика до Пайка для захисту.
Повернувшись у кімнату для брифінгу, Алора пояснює, що хлопчик є Першим Слугою, святою фігурою, обраною за жеребкуванням для служіння народу Маджаліс. Алора підозрює, що нащадки сусідньої інопланетної колонії хотіли викрасти Першого Слугу за викуп, оскільки дитина повинна зійти на трон через два дні. Пайк вирішує послати команду дослідити розбитий корабель нападників, щоб знайти додаткові підказки.
Алора перевіряє охоронців Першого Слуги, змушуючи того, хто об'єднався з підозрюваними викрадачами, тікати. Виникає швидке протистояння, коли зрадливий охоронець стверджує, що захищає Першого Слугу, але Алора вбиває його після того, як він намагається залишити її в заручниці.
Тим часом М'Бенга доносить до старійшини Гамаля ідею використання медичних технологій Маджаліса для лікування «гіпотетичного» пацієнта, але маджаліський лікар пояснює, що, оскільки Федерація відмовляється ділитися певними технологіями з сторонніми, незаконно буде ділитися їхніми знаннями життям з неприєднаними видами.
Романтична напруга між капітаном Пайком і Алорою досягає апогею, вони проводять ніч разом після протистояння з охоронцем-відступником. Пайк розповідає Алорі те, що він дізнався про своє майбутнє. Алора зауважує, що капітан міг би мати доступ до їхніх медичних технологій у разі будь-яких нещасних випадків — за умови, що Пайк захоче залишитися на Маджалісі (варіант залишитися на планеті, яку Пайк відвідав десять років тому, є інтригуючим віддзеркаленням долі, яку зрештою обирає капітан, коли вирішує залишитися з Віною під час повернення на Талос-IV).
Діючи за наказом Ла'Ан, Ухура аналізує дані корабля прибульців, що розбився, і за допомогою лінгвістичного аналізу визначає, що жителі ворожої колонії, звідки походять викрадачі, були нащадками поселенців Маджаліса. Раптом інше вороже судно телепортує Першого Слугу з «Ентерпрайза», але його випадково знищують під час втечі. Почувши новини про смерть Першого Слуги, міністерка Алора заявляє, що без вознесіння Першого Слуги Маджаліс впаде з неба і буде знищений лавою на поверхні планети.
Гамаль намагається інсценувати смерть свого біологічного сина, щоб не дати йому повернутися на планету. Але йому заважають, і хлопець їде на Маджаліс з Пайком і Алорою — на свою «церемонію сходження». Їхній човник наближається, видно цивілізацію, яка може похвалитися дивовижним лабіринтом плаваючих споруд (які можуть навіть затьмарити ширяюче місто Арданан із «Доглядачів хмар»). Пайку дозволяється бути свідком церемонії, під час якої труп попереднього Першого Слуги виймають з машини, а на його місце приєднується новий Перший Слуга. Труп дитини забирають з «трону», стародавнього пристрою, який використовує нейронну мережу для підтримки Маджаліса.
Пайк жахається цим, але не може зупинити події, і Алора пояснює — Маджаліс може залишитися райським суспільством, лише якщо дитину принесуть у жертву машині. Бунтівна колонія Маджаліса заперечує проти такої практики, і Гамаль приєднався до них, щоб врятувати свого сина.
Загадкова технологія (яка віддалено нагадує застосовану в «Мозку Спока»), більше не зрозуміла цивілізації Маджаліса, але вони вважають, що у них немає інших альтернатив. Дізнавшись, що відключення Першого Слуги від машини вб'є його, Пайк змиряється і повертається на свій корабель. Також відчуваючи поразку, Гамаль пропонує спробувати надати М'Бензі знання про лікування, яке потенційно може допомогти Рукії.
Гамаль допомагає М'Бензі працювати над лікуванням Рукії, а потім йде на «Ентерпрайз» щоби приєднатися до колонії, сподіваючись врятувати майбутніх Перших

## Сприйняття та відгуки
На сайті «Rotten Tomatoes» епізод отримав 100 % підтримки на основі відгуків 6 критиків.
В огляді «StarTrek.com» зазначалося: ««Lift Us Where Suffering Cannot Reach» представляє всесвіт «Зоряного шляху» крізь набагато похмурішу призму, ніж веселий «Спок Амок», але надзвичайно трагічний кінець епізоду може виявитися моментом для Дивних нових шляхів. Ця частина ставить нищівне питання про те, як далеко зайде суспільство, щоб забезпечити статус-кво. І, враховуючи поточні події, сюжет надзвичайно актуальний для нашого сучасного світу. Можливість використання М'Бенгою науки Маджалісу для лікування Рукії залишається променем надії, але чи принесе це плоди?»
В огляді «Den of Geek» серію оцінено у 5 зірок з 5 та зазначено: «Чесно кажучи, це досить похмуре оповідання для серіалу «Зоряний шлях». Але, можливо, необхідна перевірка реальності після  перших епізодів «Дивних нових світів», які, як правило, включали хепі-енди, сміливі втечі та хижі повсюди. Не кожна історія може закінчитися добре, і не кожна інопланетна раса буде хорошою. Принаймні не в тому розумінні, як ми розуміємо цю концепцію. Той факт, що Пайк, який так відчайдушно хоче зробити щось, щоб допомогти перевернути цивілізацію, яка буквально живить себе життями дітей, не має жодної юрисдикції, щоб щось робити. Його це так засмучує. І не дарма, але наполягання Алори на тому, що наше людське суспільство просто не хоче дивитися на гріхи, які воно регулярно чинить проти своїх найслабших членів, є… ну, не зовсім неправильним.»
«TV Tropes» здійснює детальний розбір аналогій, неспівпадінь та недоречностей епізоду.
В огляді «TrekMovie.com» зазначено: «Серія виправдовує свою грандіозну назву завдяки епізоду, що спонукає до роздумів, який нагадує класичний «Зоряний шлях» і навіть класичну наукову фантастику. Відступаючи від будь-якої опори на відомі елементи історії Трека, серіал виконує свою місію — відкриває нам новий світ, який стає все дивнішим і дивнішим на цьому шляху.»
На сайті «IMDb» станом на квітень 2024 року епізод отримав 7.7 з 10 зірок схвалення при 4400 голосах.

## Знімались
| Актор             | Роль              |
| ----------------- | ----------------- |
| Енсон Маунт       | Крістофер Пайк    |
| Ітан Пек          | Спок              |
| Джесс Буш         | Кристина Чапель   |
| Крістіна Чонг     | Лаан Нуньєн Сінгх |
| Селія Роуз Гудінг | Нійота Ухура      |
| Бабс Олусанмокун  | Доктор М'Бенга    |
| Мелісса Навія     | Еріка Ортегас     |
| Ребекка Ромейн    | Номер Один        |
| Лінді Бут         | Алора             |
| Ден Жаннот        | лейтенант Семюел  |
| Ян Го             | Перший слуга      |
| Хусейн Мадхавджі  | Гамаль            |
| Шон Ахмед         | енсін Шанкар      |
| Сейдж Аррінделл   | Рукія             |
| Ронг Фу           | Дженна Мітчелл    |
| Андре Де Кім      | Кайл              |
| Адам Колошварі    | Кір               |
| Антонетт Раддер   | Аїда              |